# Lista över norska dagstidningar
Detta är en lista över norska dagstidningar.

## A
- Adresseavisen
- Aftenposten
- Agder Flekkefjords Tidende
- Agderposten
- Akers Avis/Groruddalen
- Akershus Amtstidende
- Altaposten
- Andøyposten
- Arbeidets Rett
- Askeravisen
- Askøyværingen
- Aura Avis
- Aust Agder Blad
- Avisa Nordland
- Ávvir
- Arendals Tidende

## B
- Bergensavisen
- Bergens Tidende
- Bladet Tromsø
- Brønnøysunds avis
- Budstikka

## D
- Dagbladet
- Dagens Næringsliv
- Dag og Tid
- Dagsavisen

## F
- Finnmark Dagblad
- Framtid i nord
- Fædrelandsvennen

## G
- Glåmdalen
- Gudbrandsdølen Dagningen

## H
- Hamar Arbeiderblad
- Hamar Dagblad
- Harstad Tidende

## K
- Klassekampen

## L
- Lofotposten

## M
- Morgenbladet

## N
- Nationen
- Nettavisen
- Nordlys

## R
- Romsdals Budstikke

## S
- Samoyiki
- Stavanger Aftenblad
- Sunnmørsposten

## T
- Tidens Krav
- Troms Folkeblad

## V
- Verdens Gang
- Vårt Land

## Ö
- Østlendingen